# Family Guy: Back to the Multiverse
„Family Guy: Back to the Multiverse“ е видеоигра, издадена на 20 ноември 2012 г. в Северна Америка за Xbox 360, PlayStation 3 и PC. Базирана е на епизодите „Road to the Multiverse“ и „The Big Bang Theory“ на анимационния сериал „Семейният тип“. В играта се завръща Бъртрам, злият полубрат на Стюи, който е убит в сериала.

## Сюжет
В играта Бъртрам се завръща. Стюи си мисли, че го е убил, но това е станало само в едно измерение, а в другите е все още жив. Бъртрам се съюзява с амишите и иска да завладее света и да убие Стюи и Браян, но не успява.